# The Greatest Show in the Galaxy
The Greatest Show in the Galaxy (El mayor espectáculo de la galaxia) es el cuarto y último serial de la 25ª temporada de la serie británica de ciencia ficción Doctor Who, emitido originalmente en cuatro episodios semanales del 14 de diciembre de 1988 al 4 de enero de 1989.

## Argumento
El Séptimo Doctor y Ace responde a una invitación para visitar el misterioso Círco Psíquico en el planeta Segonax, a pesar del miedo de Ace a los payasos y su reticencia a ir. Otros viajeros han llegado al devastado planeta, el fan Whizz Kid, el motero maníaco Nord, el aburrido explorador galáctico Capitán Cook y su joven compañera Mags, a quien el capitán curiosamente se refiere como "espécimen único".
Pero no todo es agradable en el circo. El jefe de payasos viaja por la superficie del planeta en un coche fúnebre con su equipo de payasos mecánicos, usando ciertas cometas poco convencionales para buscar y volver a capturar al robot mecánico llamado Bellboy y a su acompañante Flower Child, que están intentando escapar del circo. Mientras se esconden en el interior de un autobús hippie abandonado, algo misterioso mata a Flower Child. Resulta ser un tétrico conductor robot que también ataca al Doctor, al capitán, a Ace y a Mags cuando descubren el autobús. El Doctor desactiva al robot asesino mientras Ace encuentra uno de los pendientes de Flower Child y se lo pone en la chaqueta para no perderlo. Entonces van a la misma carpa del circo, pero Ace retrocede cuando oye a Mags gritando en su interior y ve cómo castigan a Bellboy. El Doctor, sin embargo, no oye nada, y la convence de entrar...

### Continuidad
Al principio del primer episodio, Ace lleva brevemente la bufanda del Cuarto Doctor y el top que llevó Mel en Paradise Towers.

## Producción
| Episodio          | Fecha de emisión        | Duración | Espectadores en millones | Estado en el archivo  |
| ----------------- | ----------------------- | -------- | ------------------------ | --------------------- |
| Episodio 1        | 14 de diciembre de 1988 | 24:23    | 5,0                      | Cinta original en PAL |
| Episodio 2        | 21 de diciembre de 1988 | 24:20    | 5,3                      | Cinta original en PAL |
| Episodio 3        | 28 de diciembre de 1988 | 24:30    | 4,9                      | Cinta original en PAL |
| Episodio 4        | 4 de enero de 1989      | 24:24    | 6,6                      | Cinta original en PAL |
| [ 1 ] [ 2 ] [ 3 ] |                         |          |                          |                       |

El personaje de Whizz Kid se creó como parodia de los fanes obsesivos. Para los trucos de magia del episodio 4, Sylvester McCoy recibió entrenamiento de Geoffrey Durham, antiguamente conocido como el Gran Soprendo. Esta es la primera historia con música compuesta por Mark Ayres.
Debido a que se descubrió problemas de amianto en la BBC, lo que provocó el cierre de varios estudios de televisión, esta historia estuvo a punto de sufrir el mismo destino que la incompleta Shada, el que tras completarse la grabación en exteriores fuera cancelada. Sin embargo, se levantó una carpa en el aparcamiento de los estudios de la BBC en Elstree y en su interior se pudo grabar todas las escenas pensadas para el estudio.
El último episodio de esta historia tuvo la cifra de audiencia más alta de la etapa de Sylvester McCoy en Doctor Who, 6,6 millones de espectadores contra Coronation Street.